# Colete

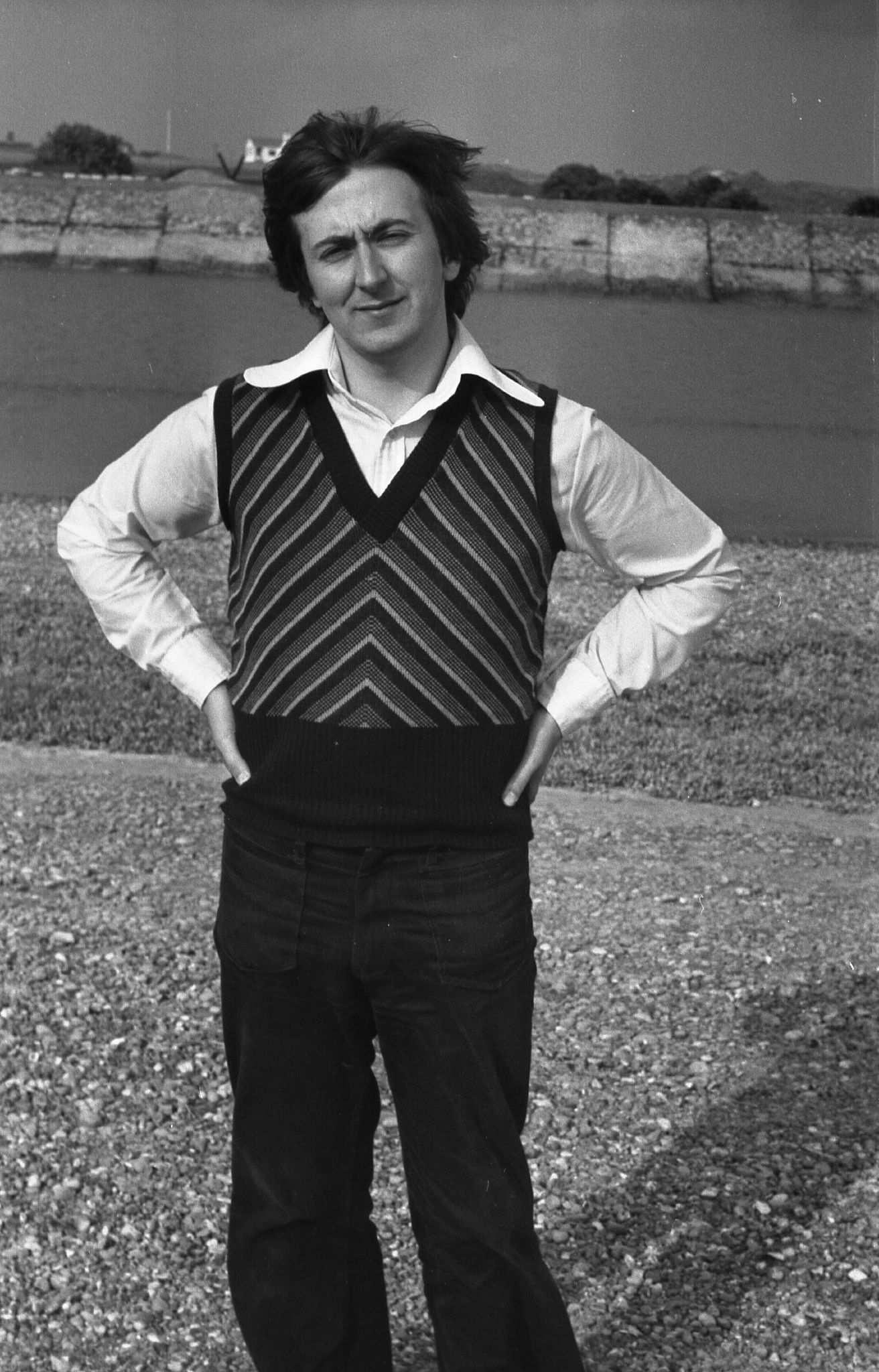
Homem usando um colete.

Colete é a peça de roupa, tanto masculina quanto feminina, que cobre somente o tórax e o abdome. Sem mangas ou gola, o colete deixa de fora os braços. Pode ter o objetivo de proteger seu usuário contra o frio. Há coletes de taquitel, couro, suéter, matelassê e muitos outros tecidos.
Há também coletes especiais: como o colete salva-vidas, utilizado como dispositivo de segurança na navegação marítima, e o colete à prova-de-bala, tipo usado por oficiais de polícia e militares. 

## Uso moderno do colete
Hoje, o colete é usado de várias maneiras: como parte integrante de um terno masculino clássico de três peças e pode servir como agasalho em vez de um suéter. Além disso, desde o século 20, o colete passou a ser muito utilizado como vestimenta especial ou até mesmo como uniforme. O colete transportadora é usado pelos militares. A armadura corporal faz parte do uniforme de um segurança ou policial, os velejadores na água usam colete salva-vidas.
O colete é parte integrante do uniforme dos trabalhadores municipais, motoristas de transporte público urbano. Por via de regra, neste caso tem uma superfície reflexiva.
O colete é uma vestimenta popular na subcultura steampunk.

### Roupas para sair à noite
Os coletes usados com gravatas pretas e brancas diferem dos coletes padrão trespassado em um corte muito menor (três botões ou quatro botões onde tudo abotoa). O espaçamento muito maior da camisa em comparação com um colete diurno permite uma maior variedade de formas, e há uma grande variedade de formas de bico, de pontiagudas a planas ou arredondadas. Os coletes podem ter um decote em V ou um decote mais profundo (também conhecido como colete de ferradura). As formas em V são mais adequadas para a sala de estar e ternos de negócios. Coletes de ferradura são usados com smokings ou smokings. O colete de ferradura não deve aparecer acima do botão superior da jaqueta. A cor geralmente combina com a gravata, então apenas lã preta barata, gorgorão ou cetim e marselha, gorgorão ou cetim branco são usados, embora nas primeiras formas de vestido fossem usados coletes brancos com uma gravata preta.